# Warrior Sports
Warrior Sports – amerykańska firma, producent odzieży, akcesoriów, obuwia i sprzętu sportowego. Firma specjalizuje się w produkcji sprzętu do lacrosse, hokeja na lodzie i piłki nożnej.

## Historia
Warrior Sports założony został w 1992 roku przez Davida Morrowa, w przeszłości zawodnika lacrosse. W 2004 roku pakiet kontrolny w firmie przejąło New Balance. Rok później Warrior zaczął produkować również sprzęt hokejowy, głównie dzięki zakupowi Innovative Hockey.
Pierwszy duży kontrakt na sponsoring firma podpisała 18 lutego 2012 roku z Liverpoolem. Umowa opiewa na 25 milionów funtów i jest najwyższą w historii angielskiego futbolu, zaraz po umowie Nike z Manchesterem United, która wyniosła 23,3 milionów funtów. Firma dostarczać będzie sprzęt treningowy oraz stroje przez najbliższe szść sezonów. Nowe stroje zostały pokazane 11 maja tego samego roku i posiadały nieco uproszczone herby. Większość kibiców przyjęła je mile, jednak niektórzy byli nieco źli z tego powodu, że taki znaczek widniał na strojach The Reds podczas Tragedii na Hillsborough.

## Sponsoring

### Piłka nożna
Kluby
- Persebaya Surabaya[4]
- Sevilla FC (od sezonu 2013/14)[5]
- Randers FC (od sezonu 2013/14)[6]
- Emelec[7]
- Sagan Tosu[8]

Zawodnicy
- Craig Bellamy
- Marouane Fellaini[9]
- Jonás Gutiérrez[10]
- Vincent Kompany[11]
- Hermann Gashler
- Bjørn Helge Riise
- Nikica Jelavić
- Takayuki Suzuki

### Lacrosse
Kluby
- Hamilton Nationals
- Denver Outlaws
- Chesapeake Bayhawks
- Long Island Lizards
- Ohio Machine
- Rochester Rattlers

### Organizacje charytatywne i społeczne
Kluby
- Hollywood All-stars F.C.